# Nannita Daisey
Nannita Daisey, även kallad Kentucky Daisey, född 1855 i Pennsylvania, USA, död 1903 i Chicago, var en amerikansk lärare och journalist. Hon fick mycket uppmärksamhet under landrusningarna i Oklahoma i slutet av 1800-talet.

## Biografi
Nannita Regina H. Daisey föddes i Pennsylvania 1855. Hennes föräldrar var irländska immigranter, och de dog när Nannita var ung. Efter föräldrarnas död bodde och utbildade hon sig i klostret Sisters of the Good Shepherd i St. Louis, Missouri. Hon flyttade senare till Kentucky för att utbilda sig till lärare, och började även arbeta som journalist, och kämpade hon mot den könsdiskriminering som på den tiden var mycket vanlig mot kvinnor som försökte göra karriär.
Efter att ha flyttat till Oklahoma deltog hon i fyra landrusningar där – övervägande vita – nybyggare hade fått tillstånd av den amerikanska regeringen att ta över mark som tillhörde ursprungsbefolkningen. Denna mark hade ursprungsbefolkningen blivit lovade att de skulle få behålla i evighet. Förutom sitt arbete inom undervisning och journalism var Daisey aktiv i lokala föreningar i Guthrie, Oklahoma där hon byggde sig ett hem, hjälpte andra kvinnor att ta över mark för att bygga sig hem, och hjälpte till att starta skolor i de nya städerna.
Hon gifte sig 1890 med den norske invandraren Andreas E. J. Ueland Svegeborg, som var soldat i den amerikanska armén. Paret fick inga barn.
Daisey dog i Chicago år 1903, 42 år gammal. Hennes man hade flyttat till Chicago, och enligt vissa källor dog hon 18 oktober när hon var på väg till sin man för att begära skilsmässa. En källa menar att de redan var skilda, och att Daisey dog ensam och urfattig. Enligt ytterligare en annan källa hade hon och maken inte setts på länge på grund av makens arbete som soldat. Han hade förflyttats till Fort Reno och sedan till Filippinerna, och när han återvände till USA bosatte han sig i Chicago. Daisey reste dit för att återförenas med sin man, men han begärde då skilsmässa och enligt en dödsruna, publicerad i tidningen the Daily Oklahoman och skriven av reportern Fred Barde, dog Daisey under denna resa.

### Uppmärksamhet
Daisey är, och var, mest känd för sina extraordinära bedrifter. Under sin första landrusning, 22 april 1889, hoppade hon av en av de första vagnarna på ett tåg i rörelse, gick in i på landrusningsområdet, satte sin flagga på en bit land för att göra anspråk på marken, och hoppade sedan ombord på tågets sista vagn innan den hunnit passera. Denna bedrift gav henne mycket uppmärksamhet, och lokala, regionala, och nationella tidningar rapporterade om händelsen. Efter hennes död rapporterade dödsrunan i tidningen the Daily Oklahoman att hon hade hoppat från lokets kofångare, ett påstående som inte stöds av några dåtida källor, eller hennes egen version i olika intervjuer. Enligt Edmond Historical Society & Museum skulle det vara nästintill omöjligt för någon att åka på lokets kofångare eftersom ångpannan är mycket varm, samt att det skulle betraktas som en grov överträdelse av säkerhetsreglerna att befinna sig på kofångaren.
På sin andra landrusning, 22 september 1891, red hon in på en häst. Hästen snubblade och kastade av Daisey, som nästan blev nedtrampad av hästen. Hon överlevde fallet, men tidningen the Police Gazette rapporterade felaktigt att hon hade blivit ihjältrampad.
Hon organiserade en grupp på elva andra kvinnor, med vilka hon 1891 tog sig in på ett reservat för att göra anspråk på en bit mark. På reservatet skulle en landrusning hållas först året därpå, och kvinnornas försök att göra anspråk på marken var således olagligt. Daisey blev upptäckt av amerikanska soldater och eskorterades till staden El Reno.
År 1893 deltog hon i ytterligare en landrusning. Efter detta rapporterade en tidning att Daisey hade lett en grupp på 36 kvinnor som burit med sig timmer och byggt ett hus med femton rum. Detta var dock inte sant.

### Staty
I staden Edmond i Oklahoma restes 4 juli 2007 en staty över Nannita Daisey. Statyn heter Leaping into History och är 13 feet (cirka 3,97 meter) hög och 26 feet (4,88 meter) lång och gjord i brons och Oklahomagranit. Statyn föreställer Daisey som hoppar från kofångaren på ett ånglok.